# Слишком близко
«Слишком близко» (англ. Too Close) — трёхсерийный драматический мини-сериал 2021 года, снятый режиссёром Сьюзен Талли по мотивам одноимённого романа 2018 года, написанного Кларой Саламан под псевдонимом Натали Дэниелс.

## Сюжет
Судебный психиатр Эмма Робертсон получает задание оценить вменяемость Конни Мортенсен, обвиняемой в покушении на убийство двух детей.

## Актёрский состав

### В главных ролях
- Эмили Уотсон — доктор Эмма Робертсон, судебный психиатр, занимающаяся делом Мортенсен.
- Дениз Гоф — Конни Мортенсен, пациентка Робертсон, прозванная в прессе «Кровавой мамочкой».
- Талисса Тейшейра — Ванесса «Несс» Джонс, подруга Конни.
- Ристиард Купер[англ.] — Си Робертсон, муж Эммы и барристер.
- Джейми Сивес — Карл Мортенсен, муж Конни.
- Нина Вэйдья — доктор Анита Рис Эванс, бывший психиатр Конни.
- Карл Джонсон — Джеймс де Кадене, отец Конни.
- Эйлин Дэвис — Джулия де Кадене, мать Конни.

### Во второстепенных ролях
- Теа Барретт — Полли.
- Генри Хелм — Джош Мортенсен.
- Изабель Маллалли — Энни Мортенсен.
- Эрион Бакаре — Дуги Томпсон.
- Мадлен Деметриу — Эбигейл Робертсон.
- Адриан Худ — Кеннет Бейнс.
- Исла Абдур-Рахман — Нав.
- Грейс Колдер — Саванна.
- Джеки Клун — Лия.

## Производство
В сентябре 2019 года британский телеканал ITV заказал трёхсерийный мини-сериал «Слишком близко», основанный на одноимённом романе Клары Саламан, который она выпустила под псевдонимом Натали Дэниелс. Главную роль получила Эмили Уотсон. Производством занималась компания Snowed-In Productions. «Слишком близко» снимался в Лондоне и Кенте, а сцены с участием Уотсон и Гоф — в тюрьме HM Prison Holloway. Писательница Саламан и исполнительница главной роли Уотсон — давние подруги.

## Релиз
Первый показ сериала в Великобритании состоялся с 12 по 14 апреля 2021 года на канале ITV. Международными продажами сериала занималась компания All3Media International. В США премьера «Слишком близко» прошла 20 мая 2021 года на канале AMC+. В Финляндии сериал получил название «Под кожей» (фин.: Ihon alle, швед.: Under huden) и вышел  9 мая 2021 года на канале Yle YV1.

## Приём

### Критика
На сайте-агрегаторе Rotten Tomatoes сериал получил рейтинг одобрения 78 % на основе 9 отзывов со средней оценкой 6,50/10. Газета The Guardian поставила мини-сериалу пять звёзд из пяти. Evening Standard и The Independent дали четыре звезды из пяти. The Wall Street Journal высоко оценил режиссуру Талли и игру Уотсон и Гоф.

### Зрительская аудитория
Премьера на канале ITV собрала 4,8 млн зрителей, что составило 20,6 % от общего числа зрителей, смотревших телевизор в это время.